# 意大利红门兰
意大利红门兰（学名：Orchis italica）也称裸男兰、金字塔猴子兰、睾丸兰，为兰族红门兰属的一种，其种加词“italica”意为“意大利的”。植株高20～50厘米，花顶生，为发白的粉红色或紫色，花被片为头盔状，有暗色条纹，整个花朵形似一个戴头盔的人形，且下瓣形狀酷似雙腿和人類陰莖，故得別名。原产于地中海地区。